# Аусан
Ауса́н (др. южноарав. ʾWSN, муснад 𐩱𐩥𐩪𐩬, араб. مملكة أوسان‎) — древнее южноаравийское царство, существовавшее в I тысячелетии до н. э. Аусанское царство располагалось на юге современного Йемена.
Период рассвета государства, предположительно, приходился на VIII век до н. э., когда Аусаном были завоёваны земли Катабана и части Хадрамаута. В VII веке до н. э. Аусан был покорён царем Сабы Карибилом Ватаром Великим, король Мартавум (или Муратта’ум) был убит, а его дворец Масвар был разрушен. Временное восстановление независимости Аусана и появление новой династии его царей произошло в I в. н. э.
Точное название столицы Аусанского царства не установлено. Вероятно оно соответствует теллю Хаджар-Йахирр, самому крупному в вади Марха. Раскопки позволяют предполагать наличие в этом месте крупного города или поселения со столичным статусом. Археологические находки в районе древнего Аусана свидетельствуют о сильном эллинистическом влиянии, имевшем место в древнем царстве. Одним из признаков такого влияния может быть обожествление царя Йасдук‘ила Фари’ума II Шарах’ата (ок. 45—20 годы до н. э). Подобное влияние может быть связано с хорошо развитой караванной торговлей в Аусанском царстве, находившемся на Пути благовоний.

## Цари Аусана
Первая династия
- ’Амми-кариб[3]
- Дакар‘ил (сын ’Амми-кариба)[3]
- Мартавум или Муратта’ум (сын Дакар‘ила, ок. 535—520 годы до н. э)[4]
- Завоевание Сабейским царством (ок. 520—250 годы до н. э)[4]
- Завоевание Катабанским царством (ок. 250—140 годы до н. э)[4]

Вторая династия
- имя неизвестно (основатель династии, ок. 140—125 годы до н. э)
- Ильшарах I (сын основателя династии, ок. 125—110 годы до н. э)
- …ум Зайхаман (сын Ильшараха I, ок. 110—90 годы до н. э)
- Ма’ад‘ил I (сын …ум Зайхамана, ок. 90—75 годы до н. э)
- Йасдук‘ил Фари’ум I (сын Ма’ад‘ила I, ок. 75—60 годы до н. э)
- Ма’aд‘ил II Салхан (сын Йасдук‘ила Фари’ума I, ок. 60—45 годы до н. э)
- Йасдук‘ил Фари’ум II Шарах’ат (сын Ма’aд‘ила II, ок. 45—20 годы до н. э)
- Аммийита Гайлан Гашму (сын Йасдук‘ила Фари’ума II)
- Завоевание Химьяритским царством